# سحيل مقارمة (شبام)
'

تعديل مصدري - تعديل

سحيل مقارمة هي إحدى قرى عزلة شبام بمديرية شبام التابعة لمحافظة حضرموت، بلغ تعداد سكانها 972 نسمة حسب تعداد اليمن لعام 2004.